# Steirodon bilobatum
Steirodon bilobatum är en insektsart som först beskrevs av Scudder, S.H. 1875.  Steirodon bilobatum ingår i släktet Steirodon och familjen vårtbitare. Inga underarter finns listade i Catalogue of Life.